# Rusłana (imię)
Rusłana – imię żeńskie pochodzenia tureckiego, forma żeńska imienia Rusłan. 

## ludzie noszący imię Rusłana
- Rusłana Łyżyczko
- Rusłana Pysanka
- Rusłana Korszunowa